# Atkinson (banda)
Atkinson foi uma banda de rock originaria de Caracas, Venezuela, conformada por Wincho Schafer, Rafael Cadavieco e Erik Aldrey.

## História
Wincho Schäfer foi bajista da banda Sentimento Muerto e PAN (ambas com Cayayo Troconis), e Rafael Cadavieco foi baterista de Zapato 3, ambas bandas destacadas, e Erik Aldrey, produtor musical e engenheiro de gravação Los Amigos Invisibles. Formaram o agrupamento em 2008.
Em 2009 publicaram seu primeiro álbum, Colonia para el alma, que se posicionou alto nas rádios nacionais. O videoclip de seu singelo «Así como te amo» rompeu o recorde de visualizações para um artista de Latinoamérica em MySpace.
Atkinson apresentou-se junto à banda irlandesa The Cranberries e tocaram para 25.000 pessoas na abertura do concerto da banda estadounidense Aerosmith em Venezuela de 2010.
Após vários meses de gravação, em 2011 publicaram seu segundo álbum, Mota Foca, de conteúdo político e social, apresentando-o ao vivo o 12 de maio desse ano e empreendendo uma gira nacional por Caracas, Maracaibo, Puerto La Cruz, Barquisimeto, Punto Fijo, Puerto Ordaz e Mérida.
Em novembro de 2011 Wincho Schäfer anunciou sua saída, o que posteriormente implicou à dissolução do grupo. Considera-se que, ainda que Atkinson teve curta duração, foi trascendente na história do rock de Venezuela.

## Membros
- Wincho Schäfer: voz e baixo.
- Erik Aldrey: guitarra.
- Rafael Cadavieco: bateria.

## Discografía
- Colonia para el alma (2009)
- Mota Foca (2011)